# Financement participatif
Ne pas confondre avec la finance participative, terme pour la finance islamique au Maroc.
Vous pouvez aider à l'améliorer ou bien discuter des problèmes sur sa page de discussion.
- Il ne cite pas suffisamment ses sources. Vous pouvez indiquer les passages à sourcer avec {{référence nécessaire}} ou {{Référence souhaitée}}, et inclure les références utiles en les liant aux notes de bas de page. (Marqué depuis juillet 2020)
- Son ton est trop promotionnel ou publicitaire, voire hagiographique. Le texte doit adopter un ton neutre et encyclopédique. (Marqué depuis juillet 2020)
- Il adopte un point de vue régional ou culturel particulier et nécessite une internationalisation. (Marqué depuis décembre 2015)
- Il doit être recyclé. La réorganisation et la clarification du contenu sont nécessaires. (Marqué depuis mars 2014)

- Archive Wikiwix
- Bing
- Cairn
- DuckDuckGo
- E. Universalis
- Gallica
- Google
- G. Books
- G. News
- G. Scholar
- Persée
- Qwant
- (zh) Baidu
- (ru) Yandex
- (wd) trouver des œuvres sur Wikidata

Le financement participatif,,, ou sociofinancement, en anglais crowdfunding, est un outil de collecte de fonds fonctionnant sur une plateforme internet et permettant à un ensemble de contributeurs de choisir collectivement de financer directement et de manière traçable des projets identifiés. Les porteurs de projet souhaitant collecter des fonds pour une initiative personnelle, professionnelle, ou bien communautaire, peuvent être des entreprises, des associations, des particuliers, etc.
Ce mode de financement se fait sans l'aide des acteurs conventionnels du financement, il est dit désintermédié. L'émergence des plateformes de financement participatif a été permise grâce à internet et aux réseaux sociaux, complétant ou remplaçant la traditionnelle souscription. Cette tendance s'inscrit dans un mouvement plus global : celui de la consommation collaborative et de la production participative.
Le financement participatif comprend différents secteurs tels que le don (avec ou sans récompense), le prêt (avec ou sans intérêt) et l'investissement (en capital ou en redevance).

## Exemples fameux
Le financement communautaire et participatif est né au XVIIIe siècle dans le domaine des actions de charité. Un des premiers projets notables financés par le financement participatif fut le piédestal de la statue de la Liberté, appel de fonds effectué par le patron de presse Joseph Pulitzer dans son propre journal.
Certaines formes de financement comme les business angels, investisseurs providentiels, sont une des sources d'inspiration probable à la base du financement participatif. Il s'agit effectivement d'un cas où une somme d’individus extérieurs au projet va investir dans celui-ci[réf. nécessaire].
Il s'est diversifié avec l'apparition d'Internet, dès la fin des années 1990. Le terme anglais crowdfunding est issu du néologisme crowdsourcing inventé et popularisé par Howe dans le magazine Wired en 2006. Par exemple, alors que la botanique n'était presque plus enseignée dans les universités, faute de financement de postes d'enseignant et de laboratoires, la communauté francophone des botanistes a en 1999 créé Tela Botanica.
En 1997, le groupe de musique rock anglais Marillion a bénéficié d'une campagne de financement participatif à l'initiative de ses fans américains, sans l’implication des membres du groupe, pour financer une tournée aux États-Unis,. Quarante-sept mille dollars avaient alors été réunis. Le groupe proposa à ses fans de pré-financer leur prochain album, avant même qu'il ne soit enregistré. Douze mille cinq cents fans financèrent ainsi l'album Anoraknophobia (2001). Les souscripteurs reçurent un double CD spécialement illustré. Les noms des personnes ayant pré-commandé l'album suffisamment tôt y étaient indiqués. Marillion a par la suite utilisé cette méthode avec succès,, pour les albums Marbles (2004), Happiness is the Road (2009), et Sounds That Can't Be Made (2012).
Ce type d'investissement collectif a ensuite été stimulé par la crise du disque et l'essor du téléchargement. Dans ce cas, il offre une solution à la mainmise des majors de la production musicale.
Le site néerlandais Sellaband fut le premier à appliquer le modèle à l'industrie du disque, en août 2006. En France, plusieurs sites du même type sont ensuite apparus rapidement, parmi lesquels Spidart tombé depuis en faillite, Akamusic (site belge), Buzzmyband (anciennement NoMajorMusik), Stationtubes (édité par le label Digital Alien Prod), My Witty Games (maison d'édition de jeux de société participative), ou encore My Major Company (label participatif).
Ce type de financement s'est ensuite diversifié et institutionnalisé avec l’apparition de la plateforme Indiegogo (janvier 2008) et de Kickstarter (avril 2009 ; élue meilleure invention 2010 par Time Magazine). Cette méthode de financement a par la suite été réglementée aux États-Unis par Barack Obama qui a mis en place le Jumpstart Our Business Startups Act (JOBS Act) le 5 avril 2012. Cet ensemble de lois fait la distinction entre le financement participatif à visée caritative et celui avec un retour sur investissement.
Selon une étude de 2018 de l'association professionnelle Financement Participatif France, 70 % des Français connaissent le financement participatif, et 16 % ont déjà contribué à un projet. Concernant les participants aux campagnes (les contributeurs), une étude menée auprès de 500 participants, a montré que la première motivation à participer à des campagnes de financement participatif est la recherche d'innovations.
En 2021, le financement participatif français a battu son record de collecte avec 1,8 milliard d'euros collectés sur une année. C'est 84% de plus que l'année précédente. Depuis 2015, 4 668 millions ont été financés grâce au financement participatif.

## Typologie
Les plateformes d'intermédiation s'appuyant sur le principe du financement participatif comportent différentes modalités et formes de transactions. Selon les acteurs et les analystes du secteur, les segmentations de financement participatif peuvent être sensiblement différentes. L'association Financement Participatif France, qui publie chaque année le Baromètre du crowdfunding en France, distingue trois grandes familles (le don, le prêt et l'investissement) divisées en sous-catégories.

### Don
Le don consiste à donner à un projet, souvent associatif, sans contrepartie. Il est désintéressé et intemporel. Cependant, pour faire honneur au don, l’association bénéficiaire peut faire un geste symbolique en retour, qu'on appelle le contre-don. Il ne s'agit pas d'un acte d'échange de valeurs comme la vente ni le troc. Les associations collectent ainsi chaque année plusieurs milliards d'euros.
Des acteurs se proposent de faire l’intermédiaire entre les donateurs et les associateurs. HelloAsso, une des plateformes françaises de financement participatif, déclare collecter près d'un million d'euros par mois,.

#### Don sans récompense
Le financement participatif en don sans récompense ou don sans contrepartie est généralement destiné au financement des associations. Dans le domaine culturel, il correspond à du mécénat participatif.
Lorsque l'association bénéficiaire est reconnue d'utilité publique ou organisme d'intérêt général, le don peut donner droit à une réduction d'impôt.
Pour les particuliers assujettis à l’impôt sur le revenu (IRPP), la réduction d’impôt est équivalente à 66 % du montant du don, dans la limite de 20 % du revenu imposable. Ainsi, tout don de 100 € ne coûte en réalité que seulement 34 € au donateur.
Pour les personnes morales assujetties à l’impôt sur les sociétés (IS), la réduction d’impôt est équivalente à 60 % du montant du don, dans la limite de 0,5 % du chiffre d’affaires hors taxe. Ainsi, tout don de 1 000 € ne coûte en réalité que seulement 400 € au donateur.

#### Don avec récompense
Le don avec récompense ou don avec contrepartie consiste à donner à un projet, en échange d'un retour, appelé la contrepartie.
La récompense peut être d'ordre symbolique ou avoir une valeur d'échange. Dans le second cas, cet échange est proche de la vente ou du troc et correspond souvent à une prévente. Dans le domaine du financement participatif, de nombreuses entreprises passent par ce modèle pour financer à l'avance la fabrication d'un nouveau produit.

### Prêt

#### Prêt aux entreprises
Le financement participatif se développe également sous forme de prêts, depuis octobre 2014. C’est une véritable brèche dans le monopole bancaire qui s’est opérée grâce aux acteurs de la finance participative. Alors que le prêt à titre onéreux était réservé aux établissements de crédit ou aux sociétés de financement, les particuliers peuvent également prêter avec intérêt depuis l’ordonnance no 2014-559 du 30 mai 2014. Il existe en France plus de 30 plateformes de financement participatif par prêt actives en 2020.
Les plateformes intermédiant des prêts, rémunérés ou non, doivent être enregistrées en tant qu’intermédiaire en financement participatif (IFP) et sont régulées par l’Autorité de contrôle prudentiel et de résolution (ACPR).
Les montants sont plafonnés :
- l’emprunteur ne peut lever plus d’un million d’euros par projet ;
- le prêteur particulier ne peut prêter plus de 2 000 euros pour un prêt rémunéré et 5 000 euros pour un prêt sans intérêt.

La durée du prêt ne peut excéder sept ans.
En 2021, plus d'un milliard de fonds ont été collectés grâce aux prêts aux entreprises : 1,269 milliard via des obligations, 259 millions via les prêts rémunérés, 16,6 millions par minibons et enfin 7,3 millions grâce au PGE.
En 2019, sur les 629 402 millions d’euros qui ont été collectés par les plateformes françaises de financement participatif, 508 273 millions l’ont été en prêt (rémunéré ou non), minibons ou obligations.

#### Prêts en minibons
Le minibon a été introduit en 2016. Ce nom est donné au bon de caisse lorsqu’il est intermédié par une plateforme de financement participatif. Il s’agit d’un effet de commerce représentant une créance du porteur sur l’émetteur. Ce prêt est matérialisé par un support papier, un bon, qui est une reconnaissance de dette et par laquelle l’émetteur s’engage à rembourser à l’échéance du bon la somme prêtée augmentée des intérêts prévus.
Pour intermédier des minibons, les plateformes doivent être immatriculées officiellement, en tant que conseillers en investissements participatifs (CIP) ou prestataires de services d’investissement (PSI) , car elles sont régulées par l’Autorité des marchés financiers (AMF) – et l’ACPR en ce qui concerne les PSI.

#### Prêt aux particuliers
Le prêt aux particuliers (pair-à-pair), ou peer to peer lending est possible grâce à des plateformes de prêts pour financer les particuliers. La plupart de ces plateformes mutualisent leurs portefeuilles de prêts. De cette façon, le prêteur ne choisit pas l'emprunteur à qui il souhaite prêter mais voit son épargne répartie entre plusieurs emprunteurs. Ces plateformes exercent généralement avec l'accord d'une banque partenaire, afin d’assurer la transparence des opérations. En France, les principales plateformes de prêts aux particuliers sont Younited Credit et FinFrog ; aux États-Unis, les acteurs historiques sont Lending Club et Prosper ; au Royaume-Uni, Zopa fait référence en tant que pionnier mondial du secteur.

### Investissement

#### Investissement en capital
Le financement participatif en capital (equity crowdfunding en anglais), permet une prise de participation en actions dans les entreprises financées et une rétribution financière via les dividendes et la plus-value potentielle réalisée. Les investisseurs deviennent alors actionnaires. Ces plateformes donnent accès au plus grand nombre à l'investissement dans les PME non cotées, à l'instar des réseaux de business angels. Elles sont complémentaires des autres acteurs de financement early-stage comme les organismes publics ou les business angels ou les fonds d’amorçage et de capital risque. L'avantage majeur du financement participatif par titres est de permettre à des créateurs d'entreprise de lever des fonds très rapidement, étant donné le fort attrait que représente ce moyen de financement pour les investisseurs. Il permet également d'investir dans des entreprises qui auront un impact direct sur l'économie locale, de développer son réseau en rencontrant des entrepreneurs dynamiques.
De plus, grâce au financement participatif en capital, les résidents français ont la possibilité de réaliser des déductions fiscales sur leur impôt sur le revenu ou bénéficient de conditions avantageuses du PEA et PEA PME.
De nombreuses plateformes permettent également l'investissement dans des d'opérations immobilières, notamment dans la promotion résidentielle en France.
Par ailleurs, le financement participatif par titres profite de l'attrait de beaucoup de personnes pour le Love Money (c.-à-d. l'argent provenant de la famille et des proches du ou des fondateurs). Ainsi, dans certains cas, les personnes investissant dans les projets ne font pas partie du réseau de la plateforme mais du réseau étendu de l'entrepreneur : il peut s'agir de relations directes (famille, amis), mais aussi indirectes, d'où l'expression « copains, cousins, cinglés » désignant les différents types d'investisseurs,.
Celui-ci représentait au milieu des années 2010 en France un marché de plusieurs dizaines de millions d'euros. Après une phase d'expansion dans les années 2015-2016, menant à un chiffre d'affaires de 68,2 millions d'euros en 2016, il recule en 2017 à 57,5 millions.
Depuis le 18 septembre 2014 les sites de financement participatif par titres doivent disposer du statut de conseiller en investissements participatifs (CIP), statuts octroyé par l'AMF et doivent être enregistrés à l'ORIAS.

#### Investissement en échange de redevances
Le financement en échange de redevances (ou royalties) permet un investissement en vue d’une contrepartie financière, sans dilution du capital. Le porteur de projet verse chaque trimestre aux investisseurs un pourcentage de ses revenus pendant trois à cinq ans. Ce mode de financement est particulièrement adapté pour des levées de fonds en amorçage de 10 000 à 150 000 euros.

### Production communautaire
La production communautaire, modèle où les investisseurs sont aussi coproducteurs (par exemple : Myfashionline, My Major Company, Myshowproduction, touscoprod, Fabrique d'artistes, les éditions Sandawe, et plus récemment, les éditions Méhari). Il s'agit d'un intéressement financier sous forme de redevances sur les futures recettes. Une contrepartie non financière est également souvent envisagée (album, produits dérivés, invitations, etc.).

### Tontines
Les tontines sont un contrat civil entre personnes qui décident à tour de rôle de financer l'ensemble des participants, ou d'être financé à son tour.

## Domaines
Un nombre croissant de secteurs d'activité font l'expérience de la production communautaire. Des sites spécialisés apparaissent, mais il existe des généralistes couvrant plusieurs secteurs.

### Développement local
Les commerces indépendants (bars et restaurants inclus), artisans et associations de quartier ont de plus en plus de mal à faire face aux franchises, à la montée des loyers et sont confrontés à la frilosité des banques.
Depuis janvier 2013, Bulb in Town propose aux porteurs de projets à impact économique et/ou social local, aux agriculteurs, ou aux porteurs de projets des énergies renouvelables (ENR) de faire appel au grand public pour se financer, communiquer et créer une communauté d'ambassadeurs autour de leur projet et établissement (entreprises, commerces, cafés, restaurants, agriculteurs, associations). C'est également le cas de pulss qui travaille avec les acteurs locaux du développement, avec pour objectif d'aider à la re-dynamisation des territoires. En 2019, la compagnie américaine MEnvesti a lancé une plateforme de financement participatif visant à supporter des projets de développement en Haïti en mobilisant des contributeurs de la diaspora haïtienne.
Plus loin des villes, les citoyens français peuvent soutenir les agriculteurs et leur usage du territoire à travers la plateforme Miimosa,, qui prépare une extension dédiée à la transition écologique avec le soutien de partenaires issus de l'industrie agro-alimentaire.
- Terre de Liens

### Transition écologique
Le financement participatif et le développement durable « partagent des valeurs identiques de traçabilité et de proximité ». En France, la stratégie nationale de transition écologique vers un développement durable (SNTEDD) de février 2015 précise :

« La finance participative pourrait constituer un levier de la transition écologique. La diversité de modalités de financement combinée à l’appropriation de l’investissement par le citoyen est aujourd'hui à l’origine de son essor. Les montants investis à travers la finance participative sont en nette augmentation, passant de 25 millions d’euros en 2012 à 33 millions en 2013. Elle s’incarne au travers de plateformes internet, chacune spécialisée dans un type d’investissement spécifique (capital investissement, émissions d’obligations, dons…) ou un secteur (énergies renouvelables, infrastructures…). Il s’agit d’accompagner l’émergence de ce nouveau modèle d’investissement, qui contribue, en partie, à la transition écologique, en facilitant l’accès à ces plateformes tout en garantissant la sécurité des investissements des citoyens. »

La France a en 2016 un projet de label « Financement participatif pour la croissance verte » visant notamment à garantir une vraie qualité environnementale aux projets, ainsi qu'une transparence (via l'implication et la participation des citoyens, un suivi sur la durée...). À partir du 1er juillet 2016, la loi de transition énergétique autorise les sociétés développant des projets d'énergie renouvelable à faire participer financièrement les particuliers et les collectivités proches des installations, de façon directe ou en passant par des professionnels du financement participatif. En 2017, les projets d'installations photovoltaïques bénéficient d'un bonus de 3 € par MWh au-dessus du tarif réglementé si plus de 20 particuliers participent au financement du projet ou s'ils représentent 40 % du capital.
Ainsi, des plateformes d'investissement participatif dédiées à accompagner la transition énergétique existent depuis fin 2014, permettant d'apporter aux investisseurs un double rendement financier et écologique, parmi lesquelles Lendosphere, Lumo, Enerfip, Ekynox et GreenChannel (fermé fin 2016,). Des projets de technologie mature (solaire, éolien, biomasse, efficacité énergétique…) peuvent être financés via des obligations « vertes », grâce auxquelles l'investisseur perçoit un rendement financier chaque année, ou par des prêts aux développeurs de centrales, voire des parts de société investissant elle-même dans les projets. Ces participations peuvent être encouragées à l'échelon local, par exemple à travers un taux plus élevé pour les riverains du projet,. En 2016, la plateforme française Lumo permet aux particuliers qui souscrivent pour un projet d'énergie solaire de recevoir un SolarCoin pour chaque MWh produit, participant ainsi à une initiative mondiale d'incitation à la production d'énergie solaire. Les particuliers qui investissent dans ces projets sont souvent attirés par des articles dans les médias, et pas toujours experts du domaine de l'énergie ni de la finance. Ils sont notamment rassurés par la stabilité des revenus assurée par les obligations de rachat de l'électricité produite.
Des projets liés à la transition écologique peuvent aussi être financés grâce à des plateformes plus généralistes, comme le record de 2015 établi par une centrale hydroélectrique avec 1 million d'euros en 45 jours auprès de particuliers du département du projet via Bulb in Town. En 2016, les plateformes françaises de financement participatif ont levé 11,5 millions d'euros pour 66 projets d'installations d'énergie renouvelable. En 2017, le maximum possible en France de 2,5 millions d'euros est atteint pour une opération de Générale du Solaire sur la plateforme Lendosphere.
En 2020, les collectes concernant le développement durable et l'environnement représentaient 17 % des projets financés via le financement participatif en France. En 2021, selon le baromètre du financement participatif de Financement participatif France, 76 933 projets financés avaient une dimension sociale ou environnementale, ce qui représente un volume de collecte de 440 millions d'euros, soit 23,4 % du volume total colleté en 2021, et 45,6 % des projets financés au cours de l'année.

### Culture et divertissement
Les producteurs de contenu sur internet (BD, vidéo, etc.) peuvent être soutenus par des internautes via des plateformes les rémunérant par un pourboire (« tip » en anglais) régulier, comme l'américaine Patreon et la française Tipeee.

#### Cinéma
Le cinéma compte désormais ses propres sites de production communautaire avec Touscoprod, YourMajorStudio, Movies Angels ou People for Cinema, et Mydorcel.com pour Mademoiselle de Paris. Indiegogo propose aussi des coproductions dans le cinéma. En 2012, le documentaire Inocente a été le premier film à financement participatif à recevoir un Oscar.
En 2013 a été établi le record français pour ce type de financement participatif, avec le succès de la campagne Noob d'Olydri studio, rassemblant plus d'un demi million (681 046 € pour un objectif de 35 000 €, soit 1 945 % de l'objectif). Le projet de film fut élargi à une trilogie.
Au Japon, le financement participatif commence à se présenter comme un mode de financement pour les films indépendants en 2014, avec plusieurs plateformes dédiées en japonais, telles Campfire, Makuake et Motion Gallery, mais reste marginal en 2016.

#### Jeux vidéo
Le premier jeu vidéo financé par une grande campagne de sociofinancement date de 2012 sur Kickstarter et mène à une explosion des montants collectés pour des jeux vidéo cette année-là. Également lancée en 2012 sur Kickstarter avant de se poursuivre sur un site web indépendant, la campagne de financement participatif du jeu vidéo Star Citizen est actuellement la détentrice du record toutes catégories confondues du plus gros montant collecté, dépassant 661 millions de dollars (plus de 608 millions d'euros) reçus en janvier 2024.
Digital Coproductions est une plateforme créée fin 2010, qui permet à des créateurs de jeux vidéo de présenter librement leurs projets, et d'échanger avec le public pour l'impliquer dans la création, en sollicitant des idées, des avis, des suggestions, ou même un financement sous forme de souscription. Les souscripteurs reçoivent en échange une partie des bénéfices du jeu ainsi coproduit.
En France, la société LookAtMyGame a proposé de 2010 à 2013 un système de financement participatif avec rétribution dans le secteur du jeu vidéo. 2 jeux ont ainsi pu être produits, Fantasy Dynasty et Hungry Flowers,. Quelques autres projets, tous destinés au mobile à l'exception de Bsq1492, un jeu par navigateur web, n'ont pas pu parvenir à remplir leur cagnotte. Devant la difficulté à faire décoller la plateforme, tant par la recherche de projets de qualité que par le nombre d'investisseurs, la société a préféré continuer son activité en se consacrant exclusivement aux titres de son studio de développement.

#### Édition
Numalire de la société Yabé propose, depuis octobre 2013, la réédition via financement participatif de documents patrimoniaux conservés par les bibliothèques,.

### Immobilier
Des plateformes destinées au financement participatif de construction ou de rénovation et de financement d'un bien immobilier pour se partager les revenus locatifs se développent, en Europe et dans le monde.
En France en 2021, selon Hello Crowdfunding, 958 millions d'euros ont été collectés grâce à des projets de financement participatif dans le secteur immobilier, soit 1060 projets immobiliers. La part de l'immobilier représentait alors 61% de la collecte globale. En 2020, plus de 456 millions d'euros ont été collectés en financement participatif, toujours selon Hello Crowdfunding (agrégateur de projets crowdfunding immobilier). En 2014, ces collectes ont permis d'améliorer ou construire 2 418 logements, et financé 4 836 emplois. Le rendement moyen annuel de 9,4 % dépassait largement celui des produits d’épargne classique, des Internautes peuvent cofinancer de tels projets en complétant les fonds propres des promoteurs ou d'associations de futurs propriétaires. À noter qu'en 2014, ces collectes ont permis d'améliorer ou construire 2 418 logements, et financé 4 836 emplois. En France, les meneurs du financement participatif immobilier sont ClubFunding, Fundimmo, Wiseed et Anaxago.
Le financement participatif immobilier :
Si ces investissements se font via souscription de titres financiers (actions ou obligations émises par des sociétés par actions, SAS, SA, SCA), les plateformes de financement participatif immobilier doivent depuis le 1er octobre 2014 être immatriculées en tant que conseiller en investissement participatif (abrégé CIP), à l'ORIAS. Ce statut de CIP est règlementé et soumis à l'approbation de l'Autorité des marchés financiers (AMF).
Le financement participatif immobilier est soumis à la législation (reprise dans le code monétaire et financier, article L. 547-1 et suivants, précisée par la réglementation de l'Autorité des marchés financiers, qui impose aux plateformes d'exercer sous le statut conseiller en investissement participatif (CIP). Ce statut est le résultat d’un travail de réflexion mené avec l’association Financement Participatif France[réf. nécessaire] qui a abouti à son adoption en octobre 2014. À ce jour, les plateformes immatriculées en tant que CIP sont publiées par le site du registre national des intermédiaires, tenu par l'ORIAS. Au 1er juin 2019, le registre mentionnait 68 CIP immatriculés, dont une soixantaine encore en activité.
L'investissement collectif : des investisseurs se regroupent pour acheter en commun des appartements ou des commerces afin de les louer et d'en retirer un rendement et une potentielle plus-value. Ils le font généralement via une SCI ou une SAS. Ce qui implique légalement pour les SCI, une solidarité des investisseurs concernant les dettes de la société, à proportion de leur capital. L'investissement collectif est en pourparlers avec les autorités de supervision[réf. nécessaire], afin d'encadrer l'activité et de protéger les investisseurs.

### Presse
Des sites internet expérimentent la production communautaire dans le domaine de la presse. On peut citer NowPublic, le projet français en gestation Glifpix et Mediapart qui revendique notamment son indépendance financière justement grâce à ce type de modèle économique. Même stratégie et même argument lors du lancement de la revue semestrielle des Cahiers du football, dont les six numéros ont été édités grâce au financement participatif, sur la plateforme Ulule.
Un nouveau statut de société de média pourrait permettre de développer le financement participatif plus aisément dans le domaine de la presse.

### Science
Ne bénéficiant pas de l'accès aux finances publiques ou aux fonds privés pour des projets jugés non rentables ou insuffisamment intéressants par les États et les institutions, c'est le domaine des sciences citoyennes qui semble le premier s'être saisi de cette opportunité, souvent sur le mode associatif, avec un pilotage scientifique plus ou moins élargi[réf. nécessaire].

### Innovation et entrepreneuriat
Les inventeurs et créateurs d'innovation ont souvent besoin de moyens supplémentaires pour développer leur concept (idée de produit, technique ou service).
Y compris après la période d'amorçage, le financement participatif reste pour les start-ups un moyen de développer un marché pour lequel les bailleurs de fonds traditionnels sont réticents à participer, comme en Afrique.

### Agriculture
Des offres de financement participatif apparaissent dans certains aspects de l'agriculture, comme la culture des agrumes ou des avocats, avec la possibilité pour le consommateur d'acheter la production d'un oranger ou d'un avocatier. Ce type de financement participatif, appelé crowdfarming en anglais, peut aussi concerner l'élevage.

### Militaire
Dans le cadre de la guerre en Ukraine, des cagnottes de financement participatifs finance l'achat et l'envoi d'armement pour l'Ukraine, c'est notamment le cas de la plateforme United24 lancée par le président ukrainien Volodymyr Zelensky. Des cagnottes ont permis d'acheter des drones turcs Bayraktar TB2. Une cagnottes tchèque « Gift for Putin » a collecté 23 millions d'euros en novembre 2023 ; elle vise à acheter un hélicoptère de combat Black Hawk,. Un satellite a été loué par le financement participatif.

## Cadres légaux et chiffres
Xerfi évalue à 1,6 milliard de dollars le poids du financement participatif aux États-Unis et environ 945 millions d’euros en Europe. En France, les montants levés par le financement participatif en 2014 atteignent 152 millions d'euros, soit près de deux fois plus qu'en 2013. Plus précisément, 88,4 millions d'euros ont été levés en prêts, 38,2 millions en don et 25,4 millions en financement participatif par titres. Il faut noter de grands écarts concernant les montants moyens par levée selon le mode de financement. Si pour le don ou le prêt, cela s'élève à quelques milliers d'euros, cela représente plusieurs centaines de milliers d'euros pour le financement participatif par titres. Le financement participatif répond ainsi à différents besoins sous ses différentes formes, ce qui explique le succès de ce mode de financement. Les perspectives sont d'ailleurs très réjouissantes puisque la percée du financement participatif n'est pas près de s'arrêter selon les différentes études menées

### Belgique
En Belgique, les sites de financement participatif sont actifs depuis 2011 et l'organe de contrôle des organismes financiers belges (FSMA) a édicté certaines règles dès 2012 mais il aura fallu attendre avril 2014 pour que les premières modifications de la loi soient effectuées. Ces modifications n'étant que partielles, les gouvernements régionaux du pays sont convenus de consolider l'environnement législatif au cours de la législature s'étalant entre 2014 et 2019. Cela a récemment été entériné dans l'accord du gouvernement flamand. Le premier acteur du marché belge spécialisé en financement participatif au travers de participation dans le capital et au travers de prêts est le site MyMicroInvest.com qui a permis de lever plus de 4 millions d'euros en 3 ans.

### France
En France, certaines activités liées au financement participatif demeuraient très réglementées, ce qui tend à freiner le développement de ce secteur,. François Hollande a annoncé le 29 avril 2013, lors de la clôture des assises de l'entrepreneuriat, l'établissement avant septembre 2013 d'un cadre juridique sécurisé pour le développement de la finance participative en France. En mai 2013, l'Autorité des marchés financiers et l'Autorité de contrôle prudentiel et de résolution ont rédigé un guide permettant aux porteurs de projet de connaître les différentes réglementations actuellement en vigueur.
Une consultation publique sur le futur texte de loi régissant le financement participatif a été ouverte en France entre septembre et décembre 2013. L'ordonnance 2014 559 du 30 mai 2014, relative au financement participatif a été publiée au journal officiel du 31 mai 2014. Elle introduit de nouveaux articles au code monétaire et financier, en posant deux statuts pour l'exercice des métiers du financement participatif : l'intermédiaire en financement participatif (IFP), article L. 548-2 du code monétaire et financier et le conseiller en investissement participatif (CIP), article L. 547-1 du code monétaire et financier. Ces deux statuts d'accès et d'exercice nécessitent une immatriculation au Registre des intermédiaires de l'assurance, de la banque et de la finance, tenu par l'ORIAS, de façon obligatoire à compter du 1er octobre 2014. L'Autorité des marchés financiers et l'Autorité de contrôle prudentiel et de résolution ont préparé un dossier spécial.
Les investisseurs peuvent ainsi consulter le Registre pour vérifier que l'opérateur de financement participatif auquel ils s'adressent est bien immatriculé et supervisé en tant que professionnel de ce métier.
Une étape importante a encore été franchie dans la normalisation du financement participatif en France avec le décret du 23 septembre 2014.
Le financement participatif tend donc à devenir une place forte en France, ce qui est logique vu l'intérêt prononcé des français pour cette activité. En effet, un Français sur deux se dit prêt à investir dans une entreprise, en particulier si elle est près de chez lui. Il faut voir dans ces chiffres un véritable engouement pour le financement participatif, engouement accru dans le cas du financement participatif par titres par plusieurs incitations à l'investissement. Ainsi, depuis le 1er janvier 2015, tout particulier investissant dans une entreprise par ce biais bénéficient d'une déduction de 18 % de leur investissement de leurs impôts. De plus, la loi fixant un nombre limite de 49 actionnaires au sein d’une même holding afin de bénéficier de la défiscalisation est supprimée, tout comme l’obligation pour une société faîtière d’embaucher au moins deux salariés l'année suivant ces investissements.
Observant que plusieurs plateformes de financement participatif par prêt contournent la limitation des 1 000 € par prêteur en utilisant des bons de caisse, le gouvernement français crée en 2016 le minibon, titre nominatif émis pour 5 ans, plus souple que le prêt initialement organisé par la loi. En 2019, il y a plus de 30 plateformes de financement participatif pour les entreprises en France, dont certaines généralistes et d'autres spécialisées sur des secteurs particuliers (énergie, agriculture…).

### Québec
Au Québec, le terme « sociofinancement » est utilisé, pour désigner le financement participatif. Le néologisme est créé en 2010 par Audrey Benoît et Thomas Duperré, cofondateurs de la première plateforme de sociofinancement au Québec, Haricot, mise en ligne en août 2011. Le nom commun est privilégié par l'Office québécois de la langue française et le verbe est d'usage courant dans les principaux médias,.
Au Québec, l'idée du « Love Money » remonte à une trentaine d'années. En 1983, l'association Love Money pour les PME est créée pour permettre aux entrepreneurs de rencontrer des particuliers désireux d'investir dans un projet. Si cette initiative a connu du succès, les sites de sociofinancement ne se sont pas pour autant développés dans la foulée au Québec. Ils ont pris du temps à sortir de terre. Mais aujourd'hui, le sociofinancement est bien plus développé dans la province. Un des principaux sites, ayant levé pas moins de 500 000 $CA en à peine 6 mois, est Yoyomolo.

## Limites
Plusieurs limites existent au financement participatif. Alors que la législation de différents pays tend à cadrer et parfois limiter le financement participatif, certains estiment qu'il faudrait changer ou adapter le modèle économique du financement participatif ou le professionnaliser au sein de modèles classiques ou des nouveaux modèles de l’économie collaborative :
- Un statut spécifique peut être nécessaire (ex : Conseiller en investissement participatif (CIP) pour les activités d’investissement ou Intermédiaire en financement participatif (IFP) pour les activités de financement, statuts exclusif de toute autre activité, ou société de gestion, d’entreprise d’investissement, société de financement dans les pays où la loi permet à ces statuts de faire du financement participatif) pour ouvrir une plateforme de don contre don ou de financement participatif[108]. Certains seuils de financement peuvent exister (variables selon les législations nationales)
- Une autre limite est la quantité d'argent que les investisseurs / prêteurs sont prêts à apporter[108]

Devant le succès de cette nouvelle forme de financement, les acteurs de la finance de marché s’intéressent à leur tour à ce phénomène, au point parfois de conduire certains acteurs historiques de la finance alternatives à transformer leur modèle.

## Avantages et inconvénients
[pourquoi ?]Le financement participatif est un service en ligne reprenant la pratique du terrain de la plupart des associations et des créateurs d'entreprises : un moyen de se faire entourer, conseiller et soutenir. La levée de fonds est la dernière étape d'une stratégie de mobilisation communautaire.
L'un des atouts du financement participatif est de permettre des transactions mettant en relation des personnes physiques, ce qui permet une relation financière basée sur d'autres critères que la recherche unique de profit. Ainsi, le financement participatif est parfois un bon moyen de favoriser l'entraide, ou bien pour une entreprise, de communiquer tout en levant des fonds,. Le financement participatif vient en aide à des porteurs de projet, qui ont une idée ou une entreprise à développer, mais qui sont incapables de réunir par leurs propres moyens les fonds nécessaires au lancement. C'est donc un service complémentaire aux autres moyens de financement que sont les prêts bancaires et les investisseurs institutionnels.
Certaines plateformes de financement participatif vont plus loin que la simple levée de fonds, et constituent un moyen de tester son idée auprès d'une communauté d'internautes. Ainsi le porteur de projet aura des éléments sur la faisabilité de son projet et pourra pré-vendre ses produits ou services auprès d'une communauté qui saura le soutenir.
Pour les projets qui disposent déjà de leur propre réseau, les sites de financement participatif ne sont pas toujours utiles car la commission prélevée par ces nouveaux intermédiaires peut être importante. Certaines plateformes, comme HelloAsso, proposent des modèles alternatifs et gratuits, en laissant par exemple aux contributeurs la possibilité de donner un pourboire volontaire et optionnel. Il est néanmoins compliqué de comparer les différentes plateformes de financement participatif[pourquoi ?].

## Évènements
Il existe des évènements en France visant à promouvoir le financement participatif, à débattre de sujets d'actualités et à faire avancer le cadre législatif comme ceux organisés par l'association parisienne FPF (Financement Participatif France) avec les assises de la finance participative, la Fête du financement participatif ou encore le Tour de France de la finance participative. À Marseille, les Rencontres euro-méditerranéennes du financement participatif, organisée par l'Association Popfinance lors de la Semaine économique de la Méditerranée font office de débats, de tables rondes et de discours focalisés sur les enjeux entre l'Europe, l'Afrique et le Moyen-Orient et des grandes évolutions futures de la finance alternative avec notamment les Finance-Fiction ou des invités comme l'économiste François Morin, l'ancien opérateur de marché Jérôme Kerviel, ou encore l'écrivain Alain Damasio réagissent et imaginent des évolutions possibles ou souhaitables du financement participatif dans un format grand public.